# Georg Hoffmann (Schwimmer)
Georg Hoffmann (* 1880; † 1947) war ein deutscher Schwimmer und Wasserspringer vom SC Poseidon Berlin.
Bei den Olympischen Spielen 1904 in St. Louis belegte Hoffmann den zweiten Platz über 100 Yards Rücken hinter Walter Brack. Da Georg Zakarias den dritten Platz belegte, war der deutsche Dreifachsieg der einzige Schwimmwettbewerb 1904, bei dem die gastgebenden Amerikaner keine Platzierung auf den ersten drei Plätzen erreichten. Am Tag nach dem Rückenwettbewerb fand der Wettbewerb über 440 Yards Brust statt, den Zakarias gewann, Hoffmann kam als Vierter ins Ziel. Hoffmann nahm auch am Kunstspringen teil und belegte dort den zweiten Platz hinter dem Amerikaner George Sheldon. Hoffmann gewann 1904 bei den Deutschen Meisterschaften über 100 Meter Freistil.
Zwei Jahre später startete Hoffmann auch bei den Olympischen Zwischenspielen 1906 in Athen. Über 100 Meter Freistil erreichte er nicht das Finale. im Turmspringen belegte er den zweiten Platz hinter dem Deutschen Gottlob Walz.